# Hajdar Abd asz-Szafi
Hajdar Abd asz-Szafi (ur. 10 czerwca 1919, zm. 25 września 2007) – palestyński dyplomata, polityk, współzałożyciel Organizacji Wyzwolenia Palestyny (OWP)
Z wykształcenia lekarz. Od wczesnych lat 60. XX wieku był zaangażowany w życie polityczne jako członek pierwszego komitetu wykonawczego OWP. W 1967 r., został deportowany przez władze Izraelskie ze Strefy Gazy. Po powrocie w 1971 r., założył Palestyńskie Stowarzyszenie Czerwonego Krzyża. Przewodniczył delegacji jordańsko-palestyńskiej podczas konferencji pokojowej w Madrycie w 1991 r., uczestniczył w rozmowach pokojowych w Waszyngtonie na przełomie lat 1992 i 1993. Podał się do dymisji podczas konferencji w Oslo, protestując tym samym przeciwko osadnictwu izraelskiemu na terenach "okupowanych", podważającemu jego zdaniem dotychczasowe uzgodnienia.
Był przez krótki okres posłem parlamentu Autonomii Palestyńskiej, rezygnując z mandatu z uwagi na ograniczoną jego zdaniem władzę tego organu. Po wybuchu w 2000 r., tak zwanej drugiej intifady, był zwolennikiem organizacji palestyńskiej samoobrony przeciwko Izraelowi. W 2002 r., brał udział w zakładaniu Palestyńskiej Inicjatywy Narodowej.
Zmarł na raka 25 września 2007 r., a jego pogrzeb stał się wielką manifestacją polityczną.